# 党进

党進（927年—977年），北宋初年将领。朔州马邑 (今山西朔县)人。早年在魏帅杜重威任给事。杜重威失败后，因膂力过人在军伍中任职。後周时为铁骑都虞侯。宋太祖乾德五年，担任彰信军节度兼侍卫步军都指挥使。开宝年间，从征太原有功。宋太宗太平兴国二年，担任忠武军节度使。
漢語俗語“掉書袋”的典故源自党進。釋文瑩《玉壺清話》記載，党進不識字，有一次要去北方邊防，無法在朝堂辭別時作致辭。守閣門的人勸他，因他是武夫，不用勉強致辭。但党進一定要說兩句，便在皇帝面前說“朕聞上古其風樸略，願官家好將息！”，鬧了笑話。後來別人問他為什麼這麼說，党進回答道：“我常見措大愛掉書袋，我亦掉兩句，要得官家知我讀書！”
後裔党懷英。

## 文獻

### 引用
1. ↑  釋文瑩《玉壺清話》
2. ↑  《金史》卷125：党懷英，字世傑，故宋太尉進十一代孫，馮翊人。父純睦，泰安軍錄事參軍，卒官，妻子不能歸，因家焉。

- 《宋史》党進傳